# Captain Marvel (DC Comics)
Pour les articles homonymes, voir Captain Marvel et Shazam.
Ne doit pas être confondu avec Captain Marvel (Marvel Comics).
Captain Marvel, renommé Shazam en 2011, est un super-héros de comics, créé par C. C. Beck et Bill Parker, et apparu pour la première fois dans le numéro 2 de Whiz Comics en février 1940.

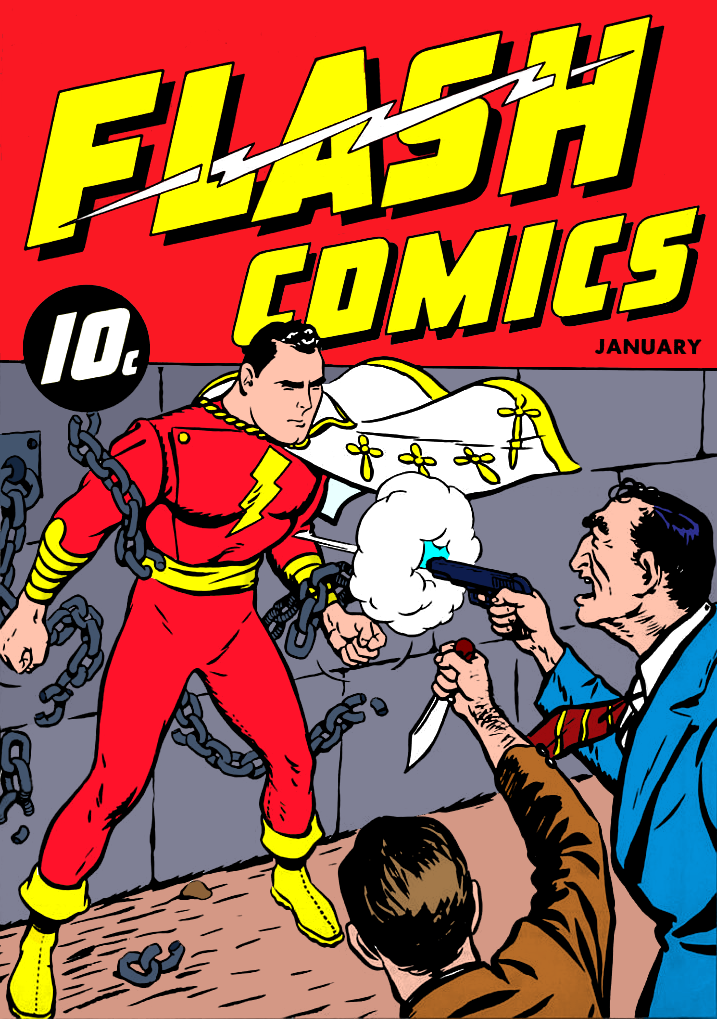
Des difficultés d'ordre légal (le nom Captain Thunder, les titres de comic book prévu, Flash Comics et Thrills Comics étaient déjà pris par d'autres éditeurs) repoussent la sortie du comics à 1940.

Ce héros de Fawcett Publications était très inspiré de Superman. C'était le plus populaire des super-héros durant les années 1940. Le comic book qui lui était dédié, Captain Marvel Adventures (1941-1953), a établi en 1944 le record absolu de ventes annuelles pour un comic book avec plus de 14 millions d'unités. La publication de ses aventures fut arrêtée en 1953 à la suite d'un procès intenté par DC Comics qui accusait Fawcett d'avoir plagié Superman. Le personnage fut racheté par DC Comics en 1972. Comme entretemps, Marvel Comics avait acquis les droits sur le nom du personnage (en 1967), lorsque les responsables de DC ont décidé de relancer le personnage dans les années 1970, ils n'avaient pas le droit de mettre le nom sur les couvertures. Dès lors, le mot Shazam est employé dans les titres des comics, alors que, dans les histoires, le personnage retrouve le nom de Captain Marvel. Dans les années 2010, après les évènements de Flashpoint, l'univers DC est recréé, le personnage prend le nom de Shazam.

## Publications
En 1939, Wilford Fawcett, éditeur de la revue Captain Billy’s Whiz-Bang, décide d'abandonner cette activité pour devenir éditeur de comics. Voyant le succès de Superman, il demande la création d'un super-héros semblable à celui-ci mais dont l'identité secrète serait celle d'un adolescent d'une douzaine d'années. Le scénariste Bill Parker (en)  s'inspire d'un projet ancien dans lequel six personnages ayant des pouvoirs différents s'uniraient sous le commandement d'un septième héros nommé Captain Thunder. Les différents pouvoirs sont repris mais un seul personnage en est le détenteur. Des difficultés d'ordre légal (le nom Captain Thunder, les titres de comic book prévu, Flash Comics et Thrills Comics étaient déjà pris par d'autres éditeurs) repoussent la sortie du comics à 1940. Captain Marvel apparaît finalement en février 1940 dans le deuxième numéro du comic book Whiz Comics. Le dessin est assuré par C. C. Beck. Bill Parker quitte peu après le monde des comics. Il s'engage d'abord dans la garde nationale des États-Unis puis, après-guerre, il travaille de nouveau pour Fawcett mais cette fois pour écrire des textes dans des revues. Il est aussi rédacteur en chef de Mechanix Illustrated.

### Développement et inspirations
Après le succès des nouveaux personnages de super-héros Superman et Batman de National Comics (ancien nom de DC Comics), Fawcett Publications lance sa propre branche de bandes dessinées en 1939. L'écrivain Bill Parker est recruté pour créer plusieurs personnages héros pour le premier tirage de leur nouveau comics, provisoirement intitulé Flash Comics. Parker écrit des histoires mettant en vedette ses créations Ibis l'Invincible, the Spy Smasher, the Golden Arrow, Lance O'Casey, Scoop Smith et Dan Dare, et également une histoire sur une équipe de six super-héros : chaque super-héros de cette équipe possède un pouvoir spécial qui leur est accordé par une figure mythologique.
Le directeur exécutif de Fawcett Comics, Ralph Daigh, décide alors qu'il serait préférable de combiner l'équipe de six super-héros en un seul et unique personnage qui endosserait les six pouvoirs. Parker propose un personnage appelé "Captain Thunder". L'artiste indépendant Charles Clarence "C. C." Beck est recruté pour concevoir et illustrer l'histoire de Parker, dans un style direct et inspiré des dessin animés, ce qui est devenu sa marque de fabrique. "Quand Bill Parker et moi sommes allés travailler sur le premier comics de Fawcett à la fin de 1939, nous avons tous les deux vu à quel point les bandes dessinées de super-héros étaient mal écrites et illustrées", a déclaré Beck à un intervieweur. "Nous avons décidé de donner à notre lecteur une véritable bande dessinée, inspirée du style des BDs de presse quotidienne américaine et racontant une histoire fictive, basée non pas sur les formules ratées des magazines Pulp, mais en revenant aux vieux contes folkloriques et mythiques des temps classiques".
Le premier numéro de la bande dessinée est imprimé à faible tirage en 1939 sous format ashcan (produits publicitaires créés afin de promouvoir de nouvelles marques de super héros). Les histoires sont réunies sous le titre Flash Comics #1. Peu de temps après, le publieur Better Publications obtient les droits du titre "Thrilling Comics #1" et Fawcett est forcé de changer le nom de sa marque. Fawcett constate qu'il ne peut pas déposer les marques « Captain Thunder », « Flash Comics » ou « Thrill Comics », car les trois noms sont déjà déposés. En conséquence, le magazine est renommé Whiz Comics. Le premier numéro publié de Whiz Comics est la deuxième édition de la bande dessinée de Fawcett. Il sort donc sous le nom "Whiz Comics n°2 " en février 1940. L'artiste Pete Costanza suggère de changer le nom de "Captain Thunder" en "Captain Marvelous", que les éditeurs raccourcissent en "Captain Marvel". Les phylactères sont réécrits pour étiqueter le héros de l'histoire principale comme "Captain Marvel".

#### Publication de la première bande dessinée de Captain Marvel
Whiz Comics # 2 (couverture datée de février 1940) est publié à la fin de 1939. Captain Marvel est le personnage principal et le titre phare du magazine. La bande dessinée introduit au public Billy Batson. Bill est un garçon orphelin de 12 ans qui, en prononçant le nom de l'ancien sorcier Shazam, est frappé par un éclair magique et transformé en super-héros adulte Captain Marvel. Le nom de Shazam est un acronyme dérivé des six anciens immortels qui accordent au capitaine Marvel ses super pouvoirs : Salomon, Hercule, Atlas, Zeus, Achille et Mercure.
En plus de présenter le personnage principal, son alter ego et son mentor, la première aventure de Captain Marvel dans Whiz Comics # 2 introduit également son ennemi juré, le diabolique Docteur Sivana. Billy Batson essaie d’obtenir un poste de reporter pour la station de radio WHIZ. Captain Marvel connaît un succès instantané, Whiz Comics #2 se vend à plus de 500 000 exemplaires. En 1941, Captain Marvel est imprimé en série solo, Captain Marvel Adventures, dont le premier numéro est écrit et dessiné par Joe Simon et Jack Kirby. Captain Marvel continue d’apparaître dans Whiz Comics, et fait d’autres apparitions périodiques dans diverses publications de Fawcett comme Master Comics.

#### Inspirations et succès de Fawcett
Captain Marvel est inspiré par diverses sources. Son apparence visuelle est une imitation de Fred MacMurray, un acteur américain populaire de l'époque, bien que des comparaisons avec Cary Grant et Jack Oakie aient également été faites. Le fondateur de Fawcett Publications, Wilford H. Fawcett surnommé "Captain Billy", inspire le nom "Billy Batson" ainsi que le titre de Marvel. Le premier magazine de Fawcett est intitulé Captain Billy's Whiz Bang, amenant au titre Whiz Comics. En outre, Fawcett prend plusieurs des éléments qui avaient fait de Superman le premier super-héros de bande dessinée populaire (super-force et vitesse, histoires de science-fiction, un alter ego de journaliste aux manières douces) et les incorpore dans Captain Marvel. Le directeur de la diffusion de Fawcett, Roscoe Kent Fawcett, se rappelle avoir dit au personnel: "Donnez-moi un Superman, ayez seulement son autre identité comme un garçon de 10 ou 12 ans plutôt qu'un homme".
Pendant une grande partie de l'âge d'or des bandes dessinées, Captain Marvel s'avère être le personnage de super-héros le plus populaire, et la vente de ses bandes dessinées dépassent toutes les autres. Captain Marvel Adventures est vendu à plus de quatorze millions d'exemplaires en 1944. Pendant une période, le magazine est publié deux fois par semaine avec un tirage de 1,3 million d'exemplaires par numéro. Plusieurs numéros de Captain Marvel Adventures introduisent sur leurs couvertures "la plus grande circulation de tout magazine de bande dessinée".
La franchise est élargie pour introduire de nouveaux personnages dérivés des histoires de Captain Marvel entre 1941 et 1942. Whiz Comics # 21 (1941) introduit les Lieutenants Marvels: trois autres enfants nommés "Billy Batson" qui pourraient également devenir des super-héros adultes. Captain Marvel Jr., l'alter-ego du gavroche handicapé Freddy Freeman, fait ses débuts dans Whiz Comics # 25 (1941). Mary Marvel, alter-ego de la sœur jumelle de Billy, Mary Batson, apparaît pour la première fois dans Captain Marvel Adventures # 18 (1942). Contrairement à Captain Marvel et aux lieutenants, Mary Marvel et Captain Marvel Jr. restent des enfants sous forme de super-héros et reçoivent leurs propres livres éponymes en plus d'apparaître comme les principales caractéristiques de Master Comics et Wow Comics, respectivement. Captain Marvel, Captain Marvel Jr. et Mary Marvel apparaissent ensemble en équipe dans une autre publication de Fawcett, The Marvel Family. En outre, un drôle de personnage dérivé d'un lapin, Hoppy the Marvel Bunny, est créé en 1942 pour la bande dessinée Funny Animals de Fawcett et qui donne ensuite une série éponyme.
En 1942, en pleine Seconde Guerre mondiale, l’écrivain Bill Parker est envoyé au front. Le rôle de rédacteur en chef pour les bandes dessinées relatives au Captain Marvel est attribué à Otto Binder. C.C. Beck reste le dessinateur principal. Le duo donne aux histoires de Captain Marvel une orientation plus fantaisiste mettant l'accent sur la comédie et les éléments fantastiques qui accompagnent l'action des super-héros. D'autres artistes restent associés à la famille Marvel de Fawcett tels que Pete Costanza, Mac Rayboy, Marc Swayze et Kurt Schaffenberger. Otto Binder écrit plus de 900 des quelque 1790 histoires liées au Captain Marvel et publiées par Fawcett. Plusieurs personnages et ennemis durables de Captain Marvel - incluant l'Oncle Marvel, Tawky Tawny le tigre parlant et les méchants Mister Mind et Black Adam - sont créés par Binder entre le milieu et la fin des années 1940.

#### Poursuite par DC Comics et fin du Captain Marvel de Fawcett pour violation du droit d'auteur
National Comics Publications, (plus tard connu sous le nom de DC Comics) poursuit Fawcett Comics et Republic Pictures pour violation de droit d'auteur en 1941, alléguant que Captain Marvel est basé sur le personnage Superman. Après plusieurs années de litige, le procès « National Comics Publications, Inc. v. Fawcett Publications, Inc. » est conclu en 1951. Le juge confirme que Captain Marvel était une infraction. Cependant, DC est en parallèle jugé négligent dans la protection des droits d'auteur sur plusieurs de leurs quotidiens Superman, bandes dessinées et autres journaux. Le McClure Syndicate chargé de la publication de Superman omet à plusieurs reprises d’insérer l’indication de copyright sur ses publications. Moins de la moitié des publications de Superman sont protégées entre 1949 et 1950. En conséquence, le verdict initial, rendu en 1951, va en faveur de Fawcett.
DC Comics fait appel de cette décision et le juge Learned Hand déclare en 1952 que le droit d'auteur de DC sur Superman est finalement valide. Le juge Hand ne conclut pas que le personnage de Captain Marvel lui-même était une infraction, mais plutôt que des histoires spécifiques ou des super exploits peuvent être des infractions, et que cela doit être déterminé lors d'un nouveau procès. Il renvoie donc l'affaire à la juridiction inférieure pour décision finale.
Plutôt que de rouvrir un procès, Fawcett préfère régler avec Detective Comics à l'amiable. En effet, Fawcett fait face à des baisses drastiques de ventes dans les années cinquante. Alors que Captain Marvel Adventure est la série de bande dessinée la plus vendue pendant la Seconde Guerre mondiale, elle subit une baisse des ventes chaque année après 1945 et  le magazine ne se vend plus qu'à la moitié de son taux de guerre. Fawcett essaie en vain de raviver la popularité de sa série Captain Marvel au début des années 1950 en introduisant des éléments de la tendance des bandes dessinées d'horreur très populaires à l'époque.
Fawcett estime qu'il ne vaut plus la peine de continuer le magazine. Le publieur accepte le 14 août 1953 de cesser définitivement la publication de bandes dessinées incluant des personnages liés à Captain Marvel et de payer 400 000 dollars de dommages-intérêts à Detective Comics,. Fawcette ferme sa division de bandes dessinées à l'automne 1953 et licencie le personnel du département. Otto Binder et Kurt Schaffenb sont débauchés chez Detective Comics, devenant des membres éminents de l'équipe créative pour les bandes dessinées liées à Superman de 1954 aux années 1960. Schaffenberger insère un caméo non autorisé du Captain Marvel dans une histoire de la petite amie de Superman, Lois Lane no 42 en 1963.
La série Whiz se conclut en juin 1953 avec le numéro 155. Captain Marvel Adventures disparaît avec le numéro 150 en novembre 1953 et la famille Marvel termine sa course avec le numéro 89 en janvier 1954. Les droits Hoppy the Marvel sont vendus à Charlton Comics, où quelques histoires de l'ère Fawcett de cette sont réimprimés, avec toutes les références à "Captain Marvel" et "Shazam" supprimées.

#### Marvelman / Miracleman et son rachat par Marvel
Article principal: Marvelman
Dans les années 1950, un petit éditeur britannique, L. Miller and Son, publie un certain nombre de réimpressions en noir et blanc de bandes dessinées américaines, dont la série Captain Marvel. À l'issue du procès National contre Fawcett, L. Miller et Son ne sont plus approvisionnés en nouvelles histoires du Captain Marvel. Ils demandent l'aide d'un auteur de bande dessinée britannique, Mick Anglo, qui crée une version à peine déguisée du super-héros appelé Marvelman. Captain Marvel Jr. est adapté pour créer Young Marvelman, tandis que Mary Marvel change de genre pour devenir le mâle Kid Marvelman. Le mot magique "Shazam!" est remplacé par "Kimota" ("Atomik" épelé à l'envers). Les nouveaux personnages reprennent la numérotation de la série britannique originale de Captain Marvel avec le numéro 25.
Marvelman cesse d’apparaître en 1963. Le personnage est relancé en 1982 par l'écrivain Alan Moore dans les pages de Warrior Magazine. À partir de 1985, les aventures sérialisées en noir et blanc de Moore sont réimprimées en couleur par Eclipse Comics sous le nouveau titre Miracleman (Marvel Comics s'opposait à l'utilisation de « Marvel » dans le titre), et sont prolongées aux États-Unis après la disparition Warrior Magazine. Dans l'histoire méta textuelle de la série de bandes dessinées elle-même, il a est noté que la création de Marvelman était basée sur les bandes dessinées de Captain Marvel, à la fois par Moore et plus tard par l'écrivain de Marvelman / Miracleman Neil Gaiman. En 2009, Marvel Comics obtient les droits sur les personnages et histoires originaux de Marvelman des années 1950, puis achète les droits sur la version des années 1980 et ces réimpressions en 2013,.

#### Captain Marvel androïde de M. F. Enterprises et achat du nom par Marvel
En 1966, M. F. Enterprises produit son propre Captain Marvel : un super-héros androïde d'une autre planète dont la principale caractéristique est la capacité de diviser son corps en plusieurs parties, chacune pouvant bouger de son propre chef. Il déclenche sa séparation en criant "Split!" et refusionne son corps en criant "Xam!". Il se déguise sur la planète terre en professeur nommé Roger Winkle et l'un de ses élèves se nomme Billy Baxton. Ce capitaine Marvel de courte durée est catégorisé comme étant "basé sur un personnage créé par Carl Burgos". Marvel Comics crée aussi son propre personnage nommé Captain Marvel en 1967, et Myron Fass poursuit Marvel pour contrefaçon de marque. Fass accepte un règlement de 4 500 $ de Marvel et Marvel obtient la marque commerciale du nom.

#### La tentative de renaissance par Bill Black
Bill Black tente de faire revivre Captain Marvel en 1969, en écrivant et dessinant dans un style plus réaliste de Marvel Comics pour son fanzine Paragon Golden Âge Greats, Vol. 1, n ° 2. Cependant, sur les conseils juridiques de son ami et mentor d'édition Martin L. Greim, il décide d’éviter des ennuis juridiques avec Fawcett Publications, et détruit tout le tirage, à l'exception de deux exemplaires qu'il sauvegarde dans ses dossiers. Black réécrit l'histoire en utilisant son propre héros nouvellement créé, le capitaine Paragon.

## Biographie fictive
Dans un tunnel de métro abandonné, Billy Batson, un jeune garçon orphelin, rencontre un vieux sorcier de la Grèce antique répondant au nom de Shazam qui avait combattu le mal pendant plus de 5 000 ans. Le vieil homme, trop âgé pour continuer la lutte, désirait trouver une personne digne de lui succéder. Son choix se porte sur le petit Billy.
Dès lors, en prononçant le mot SHAZAM, Billy acquiert la sagesse de Salomon, la force d'Hercule, l'endurance d'Atlas, la foudre de Zeus, le courage d'Achille et la vitesse de Mercure.
De nombreux adversaires croisèrent son chemin. Ses pires ennemis sont le docteur Sivana, un savant fou, et Black Adam, la version maléfique de Shazam.
Il est aidé dans sa lutte par Captain Marvel Junior et Mary Marvel, sa sœur jumelle, tous deux dotés des mêmes pouvoirs que lui, bien que ceux de Mary soient inspirés de déesses et non de dieux (elle gagne ainsi la grâce de Séléné, la force d'Hippolyte, l'adresse d'Ariane, la vitesse et la faculté de voler de Zéphyr, la beauté d'Aurore et la sagesse de Minerve).
Après Crisis on Infinite Earths, leurs pouvoirs sont ceux des dieux mais sont partagés si Billy, Mary ou Freddy les utilisent en même temps.

## Pouvoirs
Shazam dispose des pouvoirs d'un personnage biblique et de trois personnages de la mythologie grecque et de deux personnages de la mythologie romaine qui font de lui l'un des êtres les plus puissants de l'univers :
- La sagesse de Salomon : Shazam dispose de vastes connaissances scientifiques. Il est aussi capable de savoir quelle stratégie adopter en fonction de la situation. Sa grande intelligence lui permet d'agir avec le maximum d'efficacité en toutes circonstances. Il agit toujours pour le bien.
- La force et la puissance d'Hercule : sa force physique est surhumaine, équivalente à celle de Superman. Il peut déplacer des immeubles, des chars d'assaut, des montagnes gigantesques ou même encore des planètes.
- L'endurance et la résistance d'Atlas : invulnérable, il n'a pas besoin de se nourrir, boire, dormir ou respirer (ce qui lui permet de survivre indéfiniment dans le vide spatial), il peut résister à des impacts très violents qui pourraient tuer un humain normal. Il a résisté à des balles, des énormes explosions, la vision thermique et des coups de Superman et même à la foudre de Black Adam.
- La foudre  de Zeus : totalement invulnérable à la magie. Shazam peut invoquer la foudre divine et la manipuler à sa guise, il peut également se téléporter et invoquer des objets. Grâce à sa magie il peut absorber l' énergie et lancer des sorts.
- Le courage d'Achille : Shazam ignore la peur et ne doute jamais du bien-fondé de sa cause. Il est extrêmement résistant aux attaques télépathiques, son esprit possède l'une des meilleures défenses mentales du monde de DC.
- La vitesse de Mercure : doté d'une vitesse de déplacement et de réflexes surhumains, Shazam est également capable de courir et de voler à la vitesse de la lumière, c'est l'un des personnages les plus rapides de l'univers de DC avec Flash et Superman.
- Shazam est tellement puissant qu'il a réussi à vaincre Superman, Dr. Fate, Trigon et même Le Spectre.

## Autres apparitions
Il est présent dans cette saga avec sa famille, originaire de Terre-S. Il est présenté comme « le plus puissant mortel du monde », selon les mots d'Alexander Luthor (originaire de Terre-III).
Il tient aussi un rôle décisif dans Kingdom Come de Mark Waid et Alex Ross.

## Autres informations

### La famille Marvel
Shazam fut accompagné de la famille Marvel : Mary Marvel (Mary Batson), Captain Marvel Junior (Shazam Junior) (Freddy Freeman, qui eut droit aux crayons d'Albert Uderzo en France) et d'Oncle Marvel (Dudley H. Dudley).

### Rachat de Fawcett par DC comics
Dans les années 1970, l'éditeur DC Comics (qui publie Superman) racheta la compagnie Fawcett Publications, qui sortait bien affaiblie des procès pour plagiat intentés par DC. Le coup était double : DC rachetait un personnage qui avait été aussi populaire que Superman, et pouvait donc utiliser à sa guise le personnage « plagiaire ».